# Carl Hoff (Maler, 1866)
Carl Heinrich Hoff, auch Carl Heinrich Hoff der Jüngere (* 17. August 1866 in Düsseldorf; † am 1. oder 2. Januar 1904 am Feldberg im Südschwarzwald), war ein deutscher Porträt-, Genre-, Stillleben-, Landschafts- und Vedutenmaler sowie Lithograf und Grafiker.

## Leben

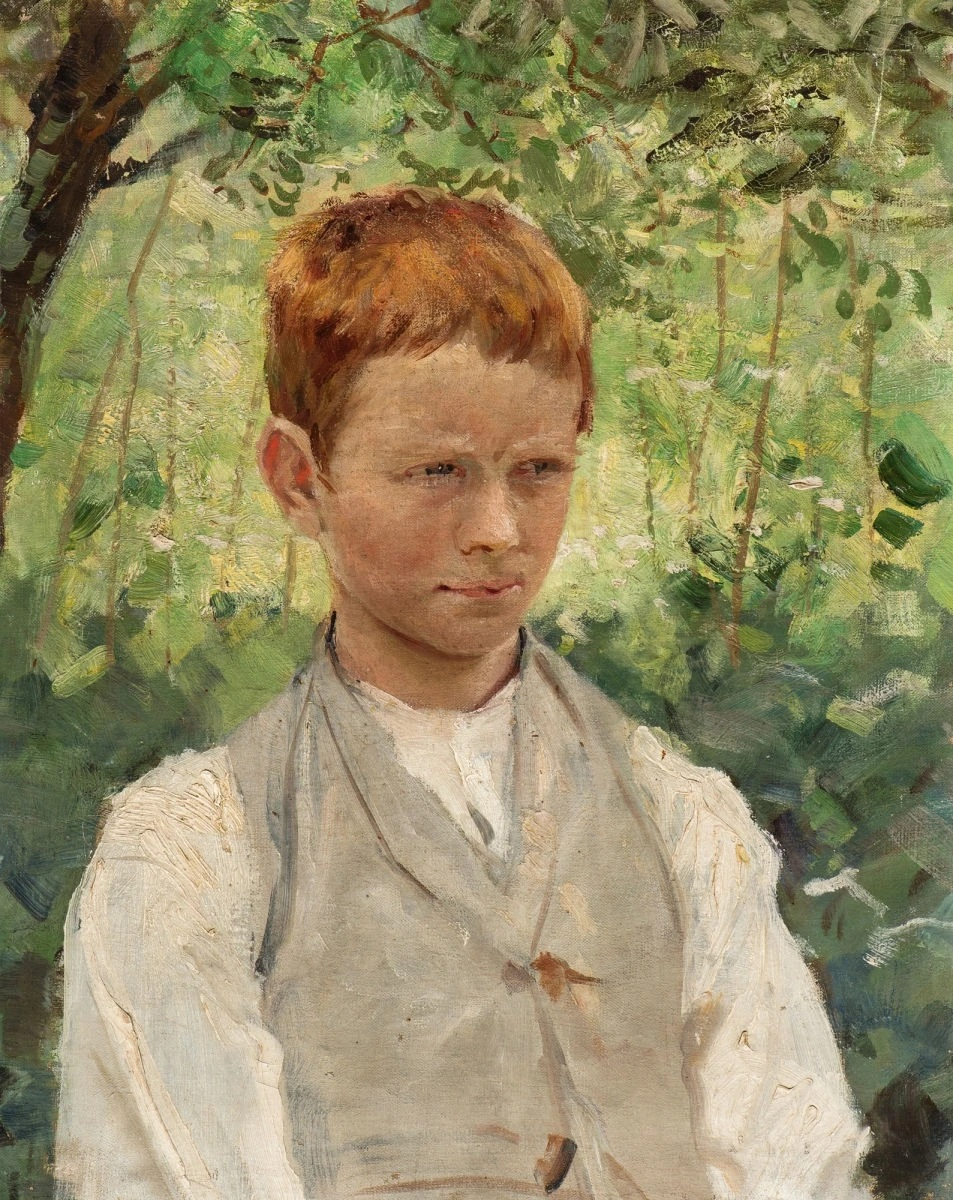
Porträt eines rothaarigen Jungen im Garten

Hoff wuchs als ältester Sohn des gleichnamigen Malers Karl Heinrich Hoff (des Älteren) und dessen Ehefrau Marie Sohn (1841–1893), einer Tochter des Düsseldorfer Malers Karl Ferdinand Sohn, in Düsseldorf und ab 1878 in Karlsruhe auf, wo er an der Großherzoglich Badischen Kunstschule Karlsruhe, an der sein Vater als Professor unterrichtete, Malerei und verschiedene grafische Techniken studierte. Sein Bruder war der spätere Düsseldorfer Verbandsfunktionär Ernst Hoff.
Von 1881 bis 1904, als er am Feldberg im Schwarzwald tödlich verunglückte, war Hoff künstlerisch aktiv, insbesondere in Karlsruhe und Dachau. Er bereiste Frankreich, England und Italien. 1887 beteiligte er sich mit Heinrich Deiters, Carl Irmer, Carl Jutz, Franz Stegmann und Max Volkhart an der in einer Kunstmappe zusammengefassten Sammlung von 40 Originalstichen, die 1888 unter dem Titel The Dusseldorf Gallery bei Estes & Lauriat in Boston erschien. 1892 wohnte er in Paris, wo er impressionistisch beeinflusste Stiche schuf. 1897 besuchte er Volendam in den Niederlanden. Hoff bewohnte zuletzt eine Villa in Berghausen bei Pfinztal, Bezirksamt Karlsruhe.